# San Martín de Porres, Nejapa de Madero
San Martín de Porres är en ort i Mexiko.   Den ligger i kommunen Nejapa de Madero och delstaten Oaxaca, i den sydöstra delen av landet, 500 km sydost om huvudstaden Mexico City. San Martín de Porres ligger 650 meter över havet och antalet invånare är 281.
Terrängen runt San Martín de Porres är huvudsakligen kuperad, men den allra närmaste omgivningen är platt. San Martín de Porres ligger nere i en dal. Runt San Martín de Porres är det glesbefolkat, med 17 invånare per kvadratkilometer. Närmaste större samhälle är San Pedro Quiatoni, 19,5 km norr om San Martín de Porres. I omgivningarna runt San Martín de Porres växer huvudsakligen savannskog.